# أكاديمية طيبة لإحياء التراث الإسلامي
أكاديمية طيبة هي منظمة غير حكومية أردنية، تأسست في عام 2009 على يد الأميرة هيا بنت الحسين، لتُمثل أول مبادرة من نوعها لاحياء التراث الإسلامي في الأردن والعالم العربي. يقع مقر أكاديمية طيبة في قلب العاصمة الأردنية عمان في منطقة زهران.وقد أضحت أكاديمية طيبة منظمة رائدة في احياء التراث الإسلامي بالمملكة، حيث قامت قامت بإنجاز مشروع كتابة مصحف الملك حسين في المرحلة الأولى من المشروع.
الرؤية:.

## البرامج
- مشروع كتابة مصحف الملك حسين

## روابط خارجية
- الموقع الرسمي لأكاديمية طيبة